# 大滩镇 (民勤县)
大滩镇，是中华人民共和国甘肃省武威市民勤县下辖的一个乡镇级行政单位。
2015年，甘肃省民政厅批复同意撤销大滩乡，设立大滩镇。

## 行政区划
大滩镇下辖以下地区：
上泉村、下泉村、东大村、三坪村、红墙村、大西村、北东村、北新村、北西村、北中村和石羊河林业总场大滩园林场。